# Wojciech Pomajda
Wojciech Tadeusz Pomajda (ur. 18 sierpnia 1968 w Przemyślu) – polski polityk, urzędnik państwowy, poseł na Sejm V i VI kadencji.

## Życiorys
W 1992 ukończył studia z zakresu obrotu surowcami i produktami rolniczymi na Wydziale Handlu i Spółdzielczości Wiejskiej Akademii Rolniczej w Krakowie, a w 1995 studia podyplomowe w zakresie wspólnotowego prawa agrarnego oraz wspólnotowej polityki rolnej w Polskiej Akademii Nauk.
Od 1992 pracował jako specjalista i następnie starszy specjalista ds. projektów w Fundacji Programów Pomocy dla Rolnictwa. Był też dyrektorem ośrodka regionalnego tej instytucji w Rzeszowie. W 1999 pełnił funkcje doradcy wojewody podkarpackiego. W latach 2001–2003 był przewodniczącym rady programowej Krajowego Centrum Doradztwa Rozwoju Rolnictwa i Obszarów Wiejskich. Od 2001 do 2003 był dyrektorem Fundacji Programów Pomocy dla Rolnictwa. Od lipca 2003 do października 2005 pełnił funkcję prezesa Agencji Restrukturyzacji i Modernizacji Rolnictwa.
W wyborach w 2005 został wybrany do Sejmu V kadencji z listy Sojuszu Lewicy Demokratycznej w okręgu krośnieńskim. W wyborach parlamentarnych w 2007 po raz drugi uzyskał mandat poselski, kandydując z listy koalicji Lewica i Demokraci i otrzymując 11 015 głosów. W kwietniu 2008 zasiadł w klubie Lewica, który we wrześniu 2010 przemianowany został na klub SLD. W 2011 nie ubiegał się o reelekcję. W 2024 został członkiem zarządu Krajowej Grupy Spożywczej.